# John Layfield
John Charles Layfield (* 29. November 1966 in Sweetwater, Texas), bekannt unter seinem Ringnamen John „Bradshaw“ Layfield oder JBL, ist ein ehemaliger US-amerikanischer Wrestler und heutiger Ringkommentator, der zurzeit als Kommentator bei der WWE unter Vertrag steht. Layfields größter Erfolg war der WWE Champion Titel im Jahr 2004. 
Layfield tritt als Börsen-Fachmann regelmäßig auf dem Fox News Channel auf und hat ein Buch zum Thema geschrieben. Er arbeitet auch als Moderator bei Talk Radio Network und als späterer Ringkommentator bei den Shows der WWE.

## Leben
Am 11. Februar 2005 heiratete Layfield Meredith Whitney, eine Analystin beim Fox News Channel.
Im Rahmen einer Tournee gastierte die Wrestlingpromotion World Wrestling Entertainment in München. Layfield sollte hier zusammen mit Booker T ein Tag Team-Match gegen Eddie Guerrero und den Undertaker bestreiten. Als Provokation des Publikums lief er im Stechschritt am Ringrand und zeigte zudem den in Deutschland verbotenen Hitlergruß. Aufgrund dieses Verhaltens wurde ihm wenig später die Zusammenarbeit mit dem CNBC aufgekündigt. Auch entging er bei dem Vorfall nur knapp einer Vernehmung durch die deutsche Staatsanwaltschaft, die eventuell ein Ermittlungsverfahren wegen Verwendung verfassungsfeindlicher Symbole nach sich gezogen hätte.
Layfield unterstützt die im Ausland stationierten US-Truppen und hat diese auch unter anderem im Irak und in Afghanistan besucht.

## Wrestling-Karriere

### Anfänge
Nach dem Abbruch seiner American-Footballkarriere begann Layfield mit dem Wrestling. Ab 1992 tourte er durch die Welt, wobei er auch einige Zeit in Deutschland verweilte und in der CWA auftrat. Ende 1995 unterschrieb er einen Vertrag mit der WWE (damals noch WWF).

### World Wrestling Federation/Entertainment (seit 1996)

#### The New Blackjacks (1996–1998)
Im Frühjahr 1996 trat er bei der WWF als langhaariger und bärtiger Cowboy Justin Hawk Bradshaw auf, jedoch wurde dieses Gimmick am Ende desselben Jahres wieder fallen gelassen. 1997 bildete er mit Barry Windham das Tag Team New Blackjacks, welches ebenfalls nicht lange bestand. Im nächsten Jahr bestritt Layfield nur zwei „große“ Matches, eines davon bei No Way Out gegen Jeff Jarrett.

#### Acolytes Protection Agency (1998–2004)
Von 1998 an bis ins Jahr 2004 bildete Layfield zusammen mit Ron Simmons ein Tag-Team unter dem Namen „The Acolytes“. Layfield wurde zusammen mit Simmons mehrmaliger Tag-Team-Champion und ihr Gimmick entwickelte sich immer mehr zu trinkfesten Kneipenschlägern, die für Geld ihre Dienste in der Acolytes Protection Agency (APA) offerierten. Die Abkürzung wurde schließlich auch der Teamname und die Ausrichtung behielten sie bis ins Jahr 2004 bei. Jedoch durfte Layfield in dieser Zeit unter anderem auch den WWE European Championship und den WWE Hardcore Championship erringen. 2002 kam es kurz nach Wrestlemania im Rahmen der Aufteilung der Wrestler in verschiedene Shows zur Trennung der Acolytes. Während Simmons bei SmackDown auftrat, verblieb Bradshaw bei RAW. Hier versuchte man erstmals, ihn als Einzelwrestler zu etablieren, was aber missglückte. Das APA-Team wurde wenig später wieder vereinigt, nachdem Layfield ebenfalls zu SmackDown gewechselt war. Bei WrestleMania 20 im Jahr 2004 gab es das vorläufig letzte Match der beiden zusammen in einem Team.

#### WWE Champion und Color-Kommentator (2004–2007)

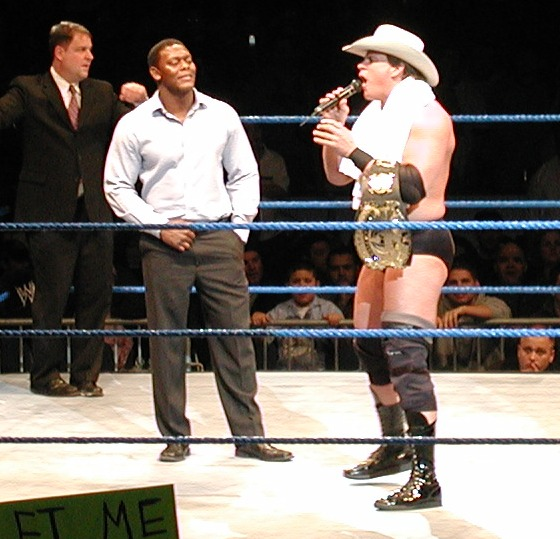
Layfield als WWE Champion im Jahr 2004

Nach diversen Abgängen erfolgreicher Akteure bei SmackDown und aufgrund der dadurch entstandenen Lücken entwickelte WWE-Chef Vincent K. McMahon für Layfield ein neues Gimmick und ermöglichte ihm den Aufstieg zum Superstar. Von diesem Zeitpunkt an verkörperte er als John Bradshaw Layfield (JBL) einen reichen, erfolgreichen Texaner, der wie ein Politiker agierte und als Bösewicht das Publikum gegen sich aufbrachte. Ihm wurde eine eigene Gruppierung, „The Cabinett“, zur Seite gestellt. Sie bestand aus Orlando Jordan als „Chief of Staff“-(Diejenigen, die die Angestellten verwalten) und den Basham Brothers (Doug & Danny Basham), die als „Secretaries of Defense“ (Verteidigungsminister) fungierten. Bei der Großveranstaltung Great American Bash 2004 durfte JBL Eddie Guerrero besiegen und somit den WWE-Champion-Titel erhalten.
Layfield durfte den Titel verhältnismäßig lange halten und bestritt während dieser Zeit Fehdenprogramme mit dem Undertaker, Booker T, Kurt Angle und Big Show. Schließlich musste er den Titel 2005 bei Wrestlemania 21 an John Cena abgeben.
Nach einigen Rück-Matches durfte er sich ein Jahr später bei Wrestlemania 22 den WWE United States Championship gegen Chris Benoit sichern, gab diesen jedoch wenig später an Bobby Lashley wieder ab. Nachdem Layfield ein weiteres Fehdenprogramm gegen Rey Mysterio bestritten hatte, trat er vorläufig aus dem aktiven Geschehen zurück.
Kurze Zeit später löste er Tazz als Kommentator bei SmackDown ab, da dieser zu ECW wechselte. Layfield war bei SmackDown als Color-Kommentator tätig (Kommentatoren, die nicht nur auf das Ringgeschehen, sondern auch die Geschichten darum eingehen).

#### Grand Slam und Rücktritt (2007–2009)
Bei der Großveranstaltung WWE Armageddon am 16. Dezember 2007 griff er wieder aktiv ins Ringgeschehen ein, woraus sich ein Fehdenprogramm mit Chris Jericho entwickelte. Im Jahr 2008 folgten diverse Fehdenprogramme mit verschiedenen Gegnern, wie John Cena und Shawn Michaels, darunter auch Matches um die höchsten Titel der Promotion, welche er aber nicht erringen sollte.
Am 9. März 2009 durfte Layfield CM Punk besiegen und wurde somit zum WWE Intercontinental Champion. Diesen Titel gab er bei Wrestlemania 25 an Rey Mysterio wieder ab. Nach Matchende gab er wegen Rückenproblemen seinen Rücktritt vom aktiven Wrestling bekannt.

#### Rückkehr als Kommentator (2012–2017)

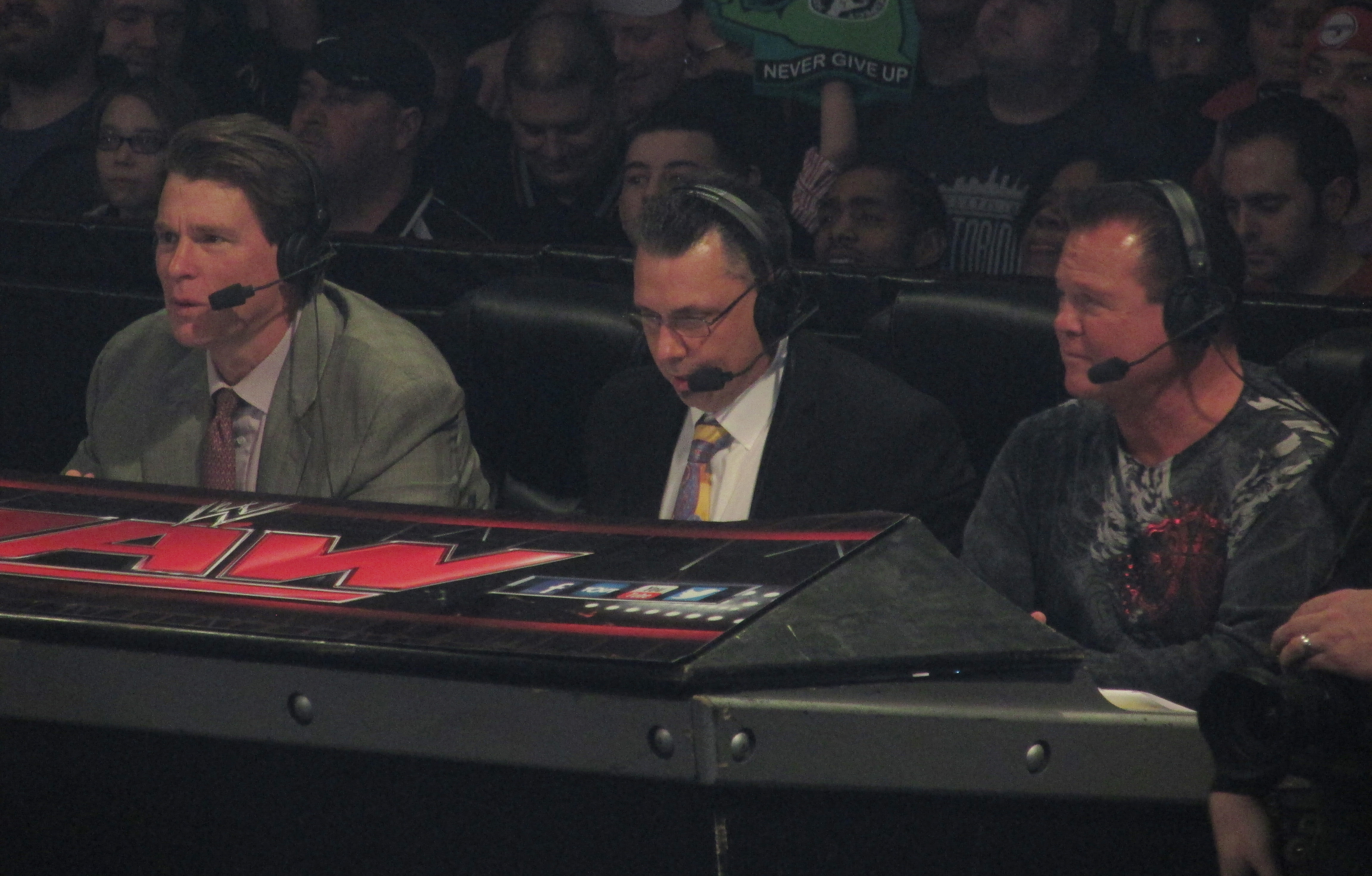
Layfield (links) als Kommentator bei einer Raw Ausgabe im Jahr 2014

Am 23. Juli 2012 hatte er zusammen mit seinem früheren APA-Tag-Team-Partner Faarooq einen Gastauftritt in der 1000. Ausgabe von RAW.
Nachdem Jerry Lawler in einer Ausgabe von RAW real einen Herzinfarkt erlitten hatte, kehrte Layfield zunächst kurzfristig als Kommentator zu RAW und bei Pay-Per-Views zurück. Seit der SmackDown-Show vom 5. Oktober 2012 ist Layfield an der Seite von Josh Matthews bei SmackDown zu sehen und hören. Im November 2012 gab er bekannt, dass er wieder einen Vertrag bei der WWE als dauerhafter Kommentator unterzeichnet hat.
Im September 2017 kündigte er seinen Rücktritt als Kommentar an, um sich auf seine Arbeit als Botschafter für Beyond Sport zu konzentrieren, er möchte aber trotzdem weiter mit WWE zusammenarbeiten.
Am 6. April 2021 wurde er in die Hall of Fame eingeführt.

## Außerhalb des Wrestling
Vor seiner Wrestlingkarriere war Layfield Footballspieler für die Abilene Christian University. Er spielte ebenfalls für die Los Angeles Raiders sowie die San Antonio Riders aus der World League of American Football und wurde daraufhin Mitglied des „All-American Team“. Er wurde zweimal zum „Best Blocker“ gewählt.
Layfield betätigte sich auch als Finanzmakler. Über seine Erfolge als Spekulant hat er ein Buch („Have more money now“) verfasst, in dem er Neueinsteigern Tipps für Geldanlagen und Marktstrategien gibt. Durch seine Tätigkeit an der Wertpapierbörse fungierte Layfield zunächst beim Fox News Channel und später bei CNBC als konservativer Analyst. Sein Engagement in den Medien verspielte er sich jedoch 2004 in seiner Rolle als Wrestler.

## Werke
- Have More Money Now, John Layfield, World Wrestling Entertainment, 2003, ISBN 0-7434-6633-0

## Titel und Auszeichnungen

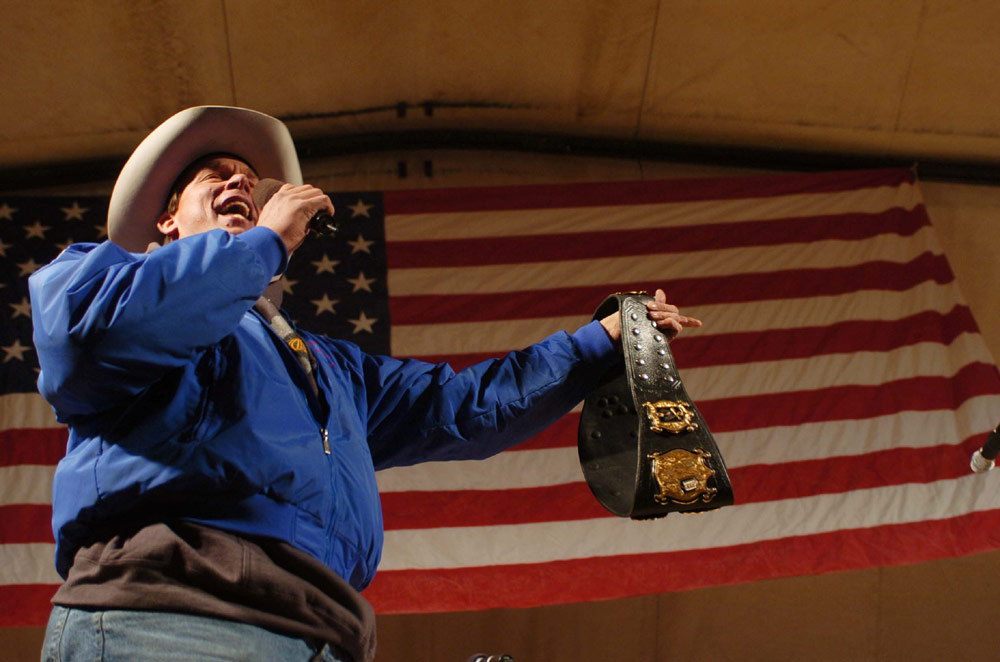
Layfield als WWE Champion, 2004

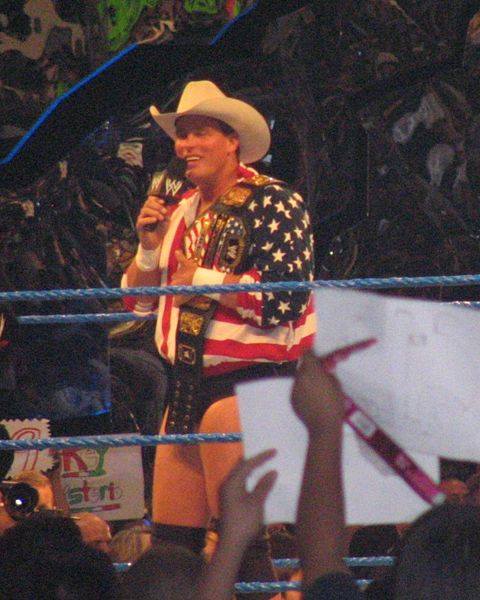
Layfield als WWE United States Champion, 2006

### Titel
- Catch Wrestling Association
  - 1× CWA World Tag Team Champion mit Cannonball Grizzly

- Federaciòn Internacional De Lucha Libre
  - 1× FILL Heavyweight Champion

- Global Wrestling Federation
  - 2× GWF Tag Team Champion jeweils 1× mit Bobby Duncum Jr. und Black Bart

- Memphis Championship Wrestling
  - 1× MCW Southern Tag Team Champion mit Faarooq

- NWA Dallas
  - 1× NWA North American Heavyweight Champion

- Ohio Valley Wrestling
  - 1× OVW Southern Tag Team Champion mit Ron Simmons

- World Wrestling Federation/Entertainment
  - 1× WWE Champion
  - 1× WWE European Champion
  - 17× WWE Hardcore Champion[4]
  - 1× WWE Intercontinental Champion
  - 1× WWE United States Champion
  - 3× WWF Tag Team Champion mit Faarooq

### Auszeichnungen
- World Wrestling Entertainment
  - 2009: 20. Triple Crown Champion
  - 2009: Zehnter Grand Slam Champion
  - 2021: Aufnahme in die Hall of Fame